# Ardalén
Ardalén és un còmic de l'il·lustrador i autor de gallec Miguelanxo Prado, publicat en gallec per El patito editorial i en castellà per Norma Editorial. L'autor ha trigat tres anys a acabar aquest projecte. En el Saló Internacional del Còmic de Barcelona de 2014 es va exposar el procés creatiu de l'obra.

## Argument
Sabela és una dona en crisi que vol esbrinar els orígens de la seva família, marcada per la desaparició d'un avi que va emigrar, i Fidel és una persona gran que té records que l'ajudaran en la seva cerca. La relació entre els dos personatges es mou entre la màgia i la realitat.

## Premis
- Premi Fervenzas Literarias al millor Còmic de 2012.
- Premio Nacional de Cómic de 2012[4]
- Millor obra d'autor espanyol al Saló Internacional del Còmic de Barcelona de 2013[5]